# Penicillium brevicompactum
Penicillium brevicompactum Dierckx – gatunek grzybów z rodziny Aspergillaceae.

## Systematyka i nazewnictwo
Pozycja w klasyfikacji według Index Fungorum: Penicillium, Aspergillaceae, Eurotiales, Eurotiomycetidae, Eurotiomycetes, Pezizomycotina, Ascomycota, Fungi.
Neotyp: MI 40225 (designated by Frisvad & Samson, Stud. Mycol. 49: 14. 2004).
Synonimy:

- Penicillium brevicompactum var. magnum C. Ramírez 1982
- Penicillium brunneostoloniferum S. Abe ex C. Ramírez 1982
- Penicillium brunneostoloniferum S. Abe 1956
- Penicillium stoloniferum Thom 1910
- Penicillium volgaense Beliakova & Milko 1972[2].

## Występowanie i znaczenie
Penicillium brevicompactum powszechnie występuje w powietrzu, w pomieszczeniach i w szerokiej gamie produktów spożywczych. Wytwarza mykotoksynę o nazwie kwas mykofenolowy (MPA). Ma ona praktyczne zastosowanie i P. brevicompactum jest używany do jej wytwarzania. W badaniach wykazano, że szczep wyizolowany z owocnika błyskoporka podkorowego (Inonotus obliquus) może być użyty do wydajniejszej i bezpieczniejszej produkcji MPA. P. brevicompactum jest także jednym z gatunków wytwarzających mewastatynę.
W Polsce wyizolowany został w słodzie, w piasku, glebie i na korzeniach i włośnikach drzew.